# Bout-rimé
Un bout-rimé est un poème, généralement, un sonnet, composé à partir d’un appariement de rimes données d’avance, les « bouts-rimés ».

## Historique
On attribue l’invention des bouts-rimés à Dulot, un poète mineur au sujet duquel on ne sait guère autre chose et qui n’a pas su sortir du lot. Les Menagiana rapportent qu’un jour de 1648, Dulot se plaignit de ce qu’on lui avait volé un certain nombre de papiers de valeur et, en particulier, trois cents sonnets. Comme on se surprenait de ce qu’il en ait écrit autant, Dulot expliqua qu’il s’agissait de sonnets « en blanc », c’est-à-dire qu’il n’avait fait qu’écrire les seuls mots qui riment et rien d’autre. Tout le monde trouva l’idée amusante et tourna ce que Dulot avait fait sérieusement en divertissement.
Les bouts-rimés connurent une telle vogue dans les salons aristocratiques du XVIIe siècle qu’ils eurent même droit, en 1654, à leur satire par Sarrasin, sous le titre de  Dulot vaincu ou la défaite des bouts-rimés. Le succès considérable de cette satire n’empêcha nullement la composition des bouts-rimés de se poursuivre durant tout le XVIIe siècle et une grande partie du XVIIIe siècle. Le terme fait son apparition dans la 4e édition du Dictionnaire de l'Académie française (1762).
En 1701, Étienne Mallemans de Messanges publia le Défi des Muses, un recueil de sonnets sérieux, tous rédigés selon des rimes choisies pour lui par la duchesse du Maine. Ni Piron ni Marmontel ni La Motte ne dédaignèrent cet exercice ingénieux.
Cette mode connut un regain de succès au début du XIXe siècle. Alexandre Dumas lui-même s’y intéressa en 1864 en invitant tous les poètes français à démontrer leurs talents poétiques en composant sur des rimes choisies pour la circonstance par le poète Joseph Méry. Dumas rassembla ensuite les réponses de pas moins de 350 auteurs dans un volume publié en 1865.

## Bouts-rimés commandés sur le bel-air
Ce sonnet fut composé par Molière avec les bouts-rimés que lui avait fourni le prince de Condé.
Que vous m'embarrassez avec votre grenouille
Qui traîne à ses talons le doux mot d’hypocras !
Je hais des bouts-rimés le puéril fatras
Et tiens qu'il vaudrait mieux filer une quenouille.
La gloire du bel air n'a rien qui me chatouille ;
Vous m'assommez l'esprit avec un gros plâtras ;
Et je tiens heureux ceux qui sont morts à Coutras,
Voyant tout le papier qu'en sonnets on barbouille.
M'accable derechef la haine du cagot,
Plus méchant mille fois que n'est un vieux magot,
Plutôt qu'un bout-rimé me fasse entrer en danse !
Je vous le chante clair, comme un chardonneret ;
Au bout de l'univers je fuis dans une manse.
Adieu, grand Prince, adieu ; tenez-vous guilleret.

## Les bouts-rimés au cinéma
Dans le film Ridicule, de Patrice Leconte, dont l'intrigue se déroule à la cour du roi de France au XVIIIe siècle, une scène présente l’exercice des bouts-rimés comme l’enjeu d’une guerre pour le bel esprit que se livrent plusieurs courtisans.